# Leon IV. Kilikijski
Leon IV. (armensko Լեւոն Դ, prečrkovano Levon IV), včasih omenjen tudi kot Leon V., je bil zadnji hetumidski kralj Armenske Kilikije, ki ja vladal od leta 1320 do svoje smrti, * 1309, † 28. avgust 1341. 
Bil je sin Ošina Kilikijskega in Izabele Korikoške. Na oblast je prišel po smrti svojega očeta. 
Svojo mladoletnost je preživel pod regentstvom Ošina Korikoškega. V tem obdobju so kraljestvo nadlegovali Mameluki in Mongoli. Leta 1320 je kraljestvo napadel in opustošil egiptovski sultan Naser Mohamed ibn Kelaun. V pismu z dne 1. julija 1322, poslanem iz Avignona, je papež Janez XXII. mongolskega vladarja Abu Saida Bahadurja spomnil na zavezništvo njegovih prednikov s kristjani in ga prosil, naj posreduje v Kilikiji. Papež se je hkrati zavzemal, da opusti islam v korist krščanstva. Mongolske čete so bile poslane v Kilikijo podpret Armence, vendar so prispele šele potem, ko je bilo med armenskim patriarhom Konstantinom in egiptovskim sultanom že dogovorjeno petnajstletno premirje. 
Regent Ošin se je poročil z Leonovo mačeho Ivano Tarantsko, Leon pa je bil 10. avgusta 1321 prisiljen poročiti se z Ošinovo hčerko Alico iz njegovega prvega zakona z Margareto Ibelinsko. Da bi utrdil svojo oblast, je Ošin  umoril več članov kraljeve družine. Ko je Leon leta 1329 postal polnoleten,  se je nasilno maščeval za umore. Na njegov ukaz so bili umorjeni Ošin, njegov brat  Konstantin, armenski upravnik in gospodar Lambrona, ter Leonova žena Alica. Ošinovo glavo je poslal ilkanu, Konstantinovo glavo pa egiptovskemu sultanu Naserju Mohamedu. Zapreti in nato usmrtiti je dal svojo teto Izabelo, ženo pokojnega Amalrika, gospodarja Tira, in dva njena sinova.
Leon je bil močno prozahodno usmerjen in se je zavzemal za združitev armenske in rimske cerkve, kar je močno razočaralo domače barone. Njegova druga poroka s Konstanco, hčerko Friderika III. Sicilskega in Eleonore Anžujske, vdove Henrika II. Ciprskega, 29. decembra 1331, je še dodatno vzbudila protizahodna čustva.
Leta 1337 je Naser Mohamed ponovno napadel Kilikijo in zavzel mesto Ajas.  Leon je bil prisiljen skleniti ponižujoče premirje, se odpovedati ozemlju in plačati veliko odškodnino ter obljubiti, da ne bo imel nobenih poslov z Zahodom. Zadnja leta svojega vladanja je preživel skrit v citadeli v Sisu in upal na zahodno pomoč, ki ni nikoli prišla. 28. avgusta 1341 so ga umorili njegovi baroni. Njegov edini sin Hetum  je umrl pred letom 1331. Baroni so za njegovega naslednika izvolili njegovega bratranca Konstantina IV.